# 卡托巴斯普林斯鎮區 (北卡羅萊納州林肯縣)
卡托巴斯普林斯鎮區（英語：Catawba Springs Township）是位於美國北卡羅萊納州林肯縣的一個鎮區。

## 地方資料
卡托巴斯普林斯鎮區的面積為170.16平方千米，皆為陸地。根據2020年美國人口普查的數據，當地共有人口29981人，而人口密度為每平方千米176.19人。